# Русская потаённая литература
Русская потаённая литература — серия книг научно-издательского центра «Ладомир». В серии выходят книги (монографии, сборники научных статей), посвященные маргинальной русской культуре, тексты, исследующие приватное и публичное в частной жизни русского человека.

## История серии
Серия открылась изданием в 1992 г. «Девичьей игрушки» И. С. Баркова. Данная книга стала первым научным изданием в России произведений Баркова. Составителями была проведена попытка реконструкции текстов сборника на основании имеющихся списков. В то же время подход составителей получил критический отзыв в рецензии Плуцера-Сарно.
В 1994 г. Были выпущены две книги: «Под именем Баркова» и «Стихи не для дам». Первая книга стала своеобразным продолжением «Девичьей игрушки» и включала в себя произведения массовой эротической поэзии конца XVIII — начала XX в., включая знаменитую поэму «Лука Мудищев». Распространявшиеся в рукописных списках и нелегальных изданиях анонимные эротические произведения, как правило, приписывались Баркову, чье имя стало символическим обозначением для всей данной ветви русской поэзии.
Сборник «Стихи не для дам» состоял из двух разделов: в первый вошли произведения писателей, связанных с журналом «Современник» (А. В. Дружинин, Н. А. Некрасов и И. С. Тургенев), собранные ими в тетради «Для Чернокнижных вдохновений», а также стихи М. Н. Лонгинова. Второй раздел воспроизводит сборник «Между друзьями. Смешные и пикантные шутки домашних поэтов России», основу которого составили стихотворения поэта-сатирика П. В. Шумахера.
Следующим изданием в серии стал сборник под редакцией А. Л. Топоркова «Русский эротический фольклор», в который вошли материалы обсценного и эротического характера из архивов известных фольклористов XIX — первой трети XX в. (П. В. Киреевского, братьев Б. М. и Ю. М. Соколовых, В. И. Симакова, Д. К. Зеленина и др.). Также в издании впервые опубликованы в полном виде тексты из знаменитого сборника Кирши Данилова.

## Отзывы о серии
В 1996 г. М. Л. Гаспаров подготовил отзыв на серию в связи с попыткой возбуждения уголовного дела (по статье 126 УПК РФ) против руководства «Ладомира», обвиненного 23 мая 1995 года «Российской газетой» в лидерстве «по изданию
непотребных сочинений прошлого» (см. статью Андрея Щербакова «„Ты не жми меня к березе“, или Похабщина по-научному»).

Мне стало известно, что издательство "Ладомир" обвиняется в том, что издаваемая им серия « Русская потаённая литература» оскорбляет общественную нравственность. Я не имею отношения к изданию этой серии, однако, будучи филологом, не могу быть к этому безразличен.

…Книги снабжены историко-литературными вступлениями и текстологическими комментариями, иногда очень пространными; заявлен также сборник историко- и теоретико-культурных статей «Анти-мир русской культуры», некоторые из них уже печатались (на Западе) и пользуются признанием и уважением среди учёных. Таким образом, речь идёт о научном издании целого пласта памятников русской словесности, которые долгое время считались непристойными и не подлежали научному обсуждению.

Важность такого издания не подлежит сомнению. Значение этих памятников — не столько эстетическое, сколько историко-культурное. <…> историко-культурный интерес их очень велик. Культура всякого общества многослойна, в каждом её слое одни области жизни официально ценятся, другие (в разное время — разные) официально отрицаются, и только сложный баланс этих субкультур является подлинной картиной духовной жизни общества. Как уравновешивались эти системы ценностей, например, в античности, хорошо изучено. Как это происходило в Средние века, показывают исследования так называемой карнавальной культуры, расцветшие после М. Бахтина. Как это происходило в Европе Нового времени, стало изучаться лишь недавно, и такие исследования, как «Иные викторианцы», явились откровением. Как это происходило в России, не изучалось никогда. Между тем сам факт, что «русская потаённая литература» двести лет переписывалась, перерабатывалась, порождала подражания, опиралась то на фольклорную, то на западноевропейскую традицию, означает, что она была необходимой частью русской культуры. — М. Л. Гаспаров. 1996. Опубл.в кн. "Анти-мир русской культуры"

## Список книг, выпущенных в 1992—2010
Нумерация томов приводится по книге «Дискурсы телесности и эротизма в литературе и культуре»

### 1992
- 1. Девичья игрушка, или Сочинения господина Баркова. М.: НИЦ «Ладомир», 1992. 416 с. Тираж 30 000 экз. Формат 84×108/32.

### 1994
- 2a. Под именем Баркова: Эротическая поэзия XVII — начала XIX века. М.: НИЦ «Ладомир», 1994. 400 с. Тираж 30 000 экз. Формат 84×108/32.
- 3. Стихи не для дам: Русская нецензурная поэзия второй половины XIX века. М.: НИЦ «Ладомир», 1994. 416 с. Тираж 25 000 экз. Формат 84×108/32.

### 1995
- 4. Русский эротический фольклор: Песни. Обряды и обрядовый фольклор. Народный театр. Заговоры. Загадки. Частушки. М.: НИЦ «Ладомир», 1995. 640 с. Тираж 15 000 экз. Формат 84×108/32.

### 1996
- 5. Анти-мир русской культуры: Язык. Фольклор. Литература. Сб. статей. М.: НИЦ «Ладомир», 1996. 409 с. Тираж 2 000 экз. Формат 84×108/32.
- 6. Секс и эротика в русской традиционной культуре. Сб. статей. М.: НИЦ «Ладомир», 1996. 536 с. Тираж 2 000 экз. Формат 84×108/32.
- 7. Заветные сказки из собрания Н. Е. Ончукова. М.: НИЦ «Ладомир», 1996. 396 с. Тираж 3 000 экз. Формат 84×108/32.

### 1997
- 8a. Народные русские сказки не для печати, заветные пословицы и поговорки, собранные и обработанные А. Н. Афанасьевым, 1857—1862. М.: НИЦ «Ладомир», 1997. 735 с. Тираж 5500 экз.
- 9a. Жельвис В. И. Поле брани: Сквернословие как социальная проблема в языках и культурах мира. [1-е изд.]. М.: НИЦ «Ладомир», 1997. 330 с. Тираж 2000 экз.

### 1998
- 2b.  Под именем Баркова: Эротическая поэзия XVII — начала XIX века. М.: НИЦ «Ладомир», ООО «Фирма Издательство ACT», 1998. 400 с. Тираж 10 000 экз. Формат 84×108/32. Перепечатка изд. 1994 г.
- 8b.  Народные русские сказки не для печати, заветные пословицы и поговорки, собранные и обработанные А. Н. Афанасьевым, 1857—1862. М.: НИЦ «Ладомир», 1998. 735 с. Тираж 10000 экз. С набора 1997 г.
- 10. Русский школьный фольклор: От «вызываний» Пиковой дамы до семейных рассказов. М.: НИЦ «Ладомир», ООО «Издательство ACT-ЛТД», 1998. 744 с. Тираж 10 000 экз. Формат 84×108/32.
- 17-1a. «Сборище друзей, оставленных судьбою»: «Чинари» в текстах, документах и исследованиях : в 2 т. Т. 1: А. Введенский, Л. Липавский, Я. Друскин. — М.: Б. и., 1998. 1072 с. Формат 84×108/32.
- 17-2a. «Сборище друзей, оставленных судьбою»: «Чинари» в текстах, документах и исследованиях : в 2 т. Т. 2: Д. Хармс. Н. Олейников. — М.: Б. и., 1998. 704 с. Формат 84×108/32.

### 1999
- 11-1. Заветные частушки из собрания А. Д. Волкова. В 2 т. Т.1. М.: НИЦ «Ладомир», 1999. 776 с. Тираж 2 000 экз. Формат 84×108/32.
- 11-2. Заветные частушки из собрания А. Д. Волкова. В 2 т. Т.2. М.: НИЦ «Ладомир», 1999. 500 с. Тираж 2 000 экз. Формат 84×108/32.
- 12. Анна Map. Женщина на кресте. М.: НИЦ «Ладомир», 1999. 397 с. Тираж 2 000 экз. Формат 84×108/32.
- 13. А. П. Каменский. Мой гарем. М.: НИЦ «Ладомир», 1999. 488 с. Тираж 2 000 экз. Формат 84×108/32.
- 14. Эрос и порнография в русской культуре. Сб. статей. М.: НИЦ «Ладомир», 1999. 704 с. Тираж 800 экз. Формат 84×108/32.
- 15. Золотоносов М. Н. Слово и Тело: Сексуальные аспекты, универсалии, интерпретации русского культурного текста XIX—XX веков. М.: НИЦ «Ладомир», 1999. 832 с. Тираж 2 500 экз. Формат 84×108/32.
- 16. А се грехи злые, смертные… Любовь, эротика и сексуальная этика в доиндустриальной России (X — первая половина XIX в.) (сб. материалов и исследований). М.: НИЦ «Ладомир», 1999. 861 с. Формат 84×108/32.

### 2000
- 17-1b. «Сборище друзей, оставленных судьбою»: «Чинари» в текстах, документах и исследованиях : в 2 т. [2-е изд.] Т. 1: А. Введенский, Л. Липавский, Я. Друскин. — М.: НИЦ «Ладомир», 2000. 846 с. Формат 84×108/32.
- 17-2b. «Сборище друзей, оставленных судьбою»: «Чинари» в текстах, документах и исследованиях : в 2 т. [2-е изд.] Т. 2: Д. Хармс. Н. Олейников. — М.: НИЦ «Ладомир», 2000. 749 с. Формат 84×108/32.

### 2001
- 9b. Жельвис В. И. Поле брани: Сквернословие как социальная проблема в языках и культурах мира. 2-е изд. испр. и перераб. М.: НИЦ «Ладомир», 2001. 349 с. Тираж 2000 экз. Формат 84×108/32.
- 18. «Тайные записки А. С. Пушкина. 1836—1837: Перевод с французского». (Публикация Михаила Армалинского). М.: НИЦ «Ладомир», 2001. 169 с. Тираж 2000 экз. Формат 70×90/32.
- 19. Кабакова Г. И. Антропология женского тела в славянской традиции. М.: НИЦ «Ладомир», 2001. 335 с. Тираж 2000 экз. Формат 84×108/32.

### 2002
- 20. Национальный Эрос и культура. Сб. статей. Т. 1. М.: НИЦ «Ладомир», 2002. 563 с. Тираж 1500 экз. Формат 84×108/32.
- 21. Борисов С. Б. Мир русского девичества: 70—90 годы XX века. М.: НИЦ «Ладомир», 2002. 343 с. Тираж 2000 экз. Формат 84×108/32.
- 22. Армалинский М. И. «Чтоб знали»: Избранное. 1966—1998. М.: НИЦ «Ладомир», 2002. 860 с. Тираж 2000 экз. Формат 84×108/32.
- 23. Рукописи, которых не было: Подделки в области славянского фольклора. М.: НИЦ «Ладомир», 2002. 970 с. Тираж 2000 экз. Формат 84×108/32.

### 2003
- 24. Золотоносов М. Н. Братья Мережковские. Кн. 1: Отщеpenis Серебряного века. М.: НИЦ «Ладомир», 2003. 1030 с. Тираж 1500 экз. Формат 84×108/32.

### 2004
- 25-1. «А се грехи злые, смертные…»: Русская семейная и сексуальная культура глазами историков, этнографов, литераторов, фольклористов, правоведов и богословов XIX — начала XX века. Сб. материалов и исследований. Кн.1. М.: НИЦ «Ладомир», 2004. 746 с. Тираж 1500 экз. Формат 84×108/32.
- 25-2. «А се грехи злые, смертные…»: Русская семейная и сексуальная культура глазами историков, этнографов, литераторов, фольклористов, правоведов и богословов XIX — начала XX века. Сб. материалов и исследований. Кн.2. М.: НИЦ «Ладомир», 2004. 705 с. Тираж 1500 экз. Формат 84×108/32.
- 25-3. «А се грехи злые, смертные…»: Русская семейная и сексуальная культура глазами историков, этнографов, литераторов, фольклористов, правоведов и богословов XIX — начала XX века. Сб. материалов и исследований. Кн.3. М.: НИЦ «Ладомир», 2004. 938 с. Тираж 1500 экз. Формат 84×108/32.
- 26. Ранкур-Лаферьер Д. Русская литература и психоанализ. Сб. монографий и статей. М.: НИЦ «Ладомир», 2004. 1017 с. Тираж 2000 экз. Формат 84×108/32.

### 2005
- 27. «Злая лая матерная…» Сб. ст. под ред. Жельвис В. И.. М.: НИЦ «Ладомир», 2005. 643 с. Тираж 1500 экз. Формат 84×108/32.
- 28. Голод С. И. «Что было пороками, стало нравами»: Лекции по социологии сексуальности. М.: НИЦ «Ладомир», 2000. 233 с. Тираж 2000 экз. Формат 84×108/32.

### 2006
- 29. Лащенко C. K. Заклятие смехом: Опыт истолкования языческих ритуальных традиций восточных славян. М.: НИЦ «Ладомир», 2006. 316 с. Тираж 1500 экз. Формат 84×108/32.
- 30. Белорусский эротический фольклор. М.: НИЦ «Ладомир», 2006. 381 с. Тираж 1500 экз. Формат 84×108/32.

### 2007
- 31. Золотоносов М. Н. Другой Чехов: По ту сторону принципа женофобии. М.: НИЦ «Ладомир», 2007. 336 с. Тираж 1500 экз. Формат 84×108/32.
- 33. Зазыкин В. И. О природе смеха: По материалам русского эротического фольклора. М.: НИЦ «Ладомир», 2007. 266 с. Тираж 1000 экз. Формат 70×90/32.

### 2008
- 32. Дискурсы телесности и эротизма в литературе и культуре: Эпоха модернизма. Сб. статей под ред. Дениса Г. Иоффе. М.: НИЦ «Ладомир», 2008. 523 с. Тираж 1000 экз. Формат 84×108/32.
- 34. Хили Д. Гомосексуальное влечение в революционной России. М.: НИЦ «Ладомир», 2008. 620 с. Тираж 1000 экз. Формат 84×108/32.

### 2009
- 35-1. Краусс Ф.-С. Заветные истории южных славян. В 2 т. Т.1. М.: НИЦ «Ладомир», 2009. 600 с. Тираж 1000 экз. Формат 84×108/32.
- 35-2. Краусс Ф.-С. Заветные истории южных славян. В 2 т. Т.2. М.: НИЦ «Ладомир», 2009. 591 с. Тираж 1000 экз. Формат 84×108/32.

### 2010
- 36. Золотоносов М. Н. Логомахия. Поэма Тимура Кибирова «Послание Л. С. Рубинштейну» как литературный памятник. М.: НИЦ «Ладомир», 2010. 384 с. Тираж 1000 экз. Формат 84×108/32.

## Рецензии
- Бакунцев А. В. Казуистика античеховизма // Чеховский вестник. — М., 2008. — № 28. — С. 50—64. Архивировано 5 марта 2016 года.
- Бурлешин А. В. Вскрытая повседневность (Размышления и наблюдения по поводу кн.: Хили Д. Гомосексуальное влечение в революционной России: регулирование сексуально-гендерного диссидентства. М., 2008) // Новое литературное обозрение. — 2010. — № 102.
- Гримберг Ф. И. Тайные пороки профессора // Книжное обозрение. — 19.08.2007.
- Плуцер-Сарно А. Ю. Русская порнографическая литература XVIII-XIX вв (Размышления над книгами серии "Русская потаенная литература") // Новое литературное обозрение. — 2001. — № 48.
- Решетников К. Ю. Кого боялся Чехов // Газета, 9.08.2007. — 2007. — № 145.